# Hermann Wegener (Psychologe)
Hermann Wegener (* 6. Juni 1921 in Kiel; † 22. August 2003 ebenda) war ein deutscher Psychologe und Hochschullehrer.

## Leben
Hermann Wegener, Sohn von Wally Wegener, geborene Dorau, und des Marineoffiziers Heinrich Wegener, studierte ab 1945 Psychologie und Medizin in Kiel. Er wurde an der Universität Kiel 1949 zum Dr. phil. promoviert und 1951 zum Dr. med. Er habilitierte sich ebenda 1957 für Psychologie und Pädagogik. Seit 1954 war er als Dozent für heilpädagogische Psychologie tätig. 1960 wurde er ordentlicher Professor für Heilpädagogik an der PH Kiel und 1963 ordentlicher Professor für Psychologie und Pädagogik an der Christian-Albrechts-Universität zu Kiel, wo er am Institut für Psychologie wirkte. Er hatte 1949 die Medizinerin Gisela Wiedemann geheiratet, hatte zwei Kinder (Horst-Detlef und Rosemarie) und lebte im Kieler Stadtteil Kiel-Wik.

## Werk
Seine Themen in der Psychologie waren die Forensische Psychologie und die Kognitive Psychologie, und hier speziell die Psychologie des Denkens. Mit Methoden der Computersimulation wurden Simulationsmodelle für den Konzepterwerb, für das Analogiebilden, für die Lösung von Intelligenzaufgaben und für das Problemlösen entwickelt. Dabei ergab sich eine fruchtbare Zusammenarbeit mit dem Institut für Psychologie der Humboldt-Universität zu Berlin unter Friedhart Klix und der dort entwickelten kybernetischen Psychologie. Später wandte er sich der Forensische Psychologie zu; er war auch längere Zeit als Gerichtsgutachter tätig und versuchte nun, das Gebiet der Forensischen Psychologie auf den neuesten Stand zu bringen.
Nach seinem Amtsantritt 1963 etablierte er in seinem Institut ein Leitungsgremium, in dem neben Vertretern der wissenschaftlichen und der nicht-wissenschaftlichen Mitarbeiter auch Studenten vertreten waren. Umso härter traf ihn die offene Feindschaft erstsemestriger Studenten (die ihn noch gar nicht kannten) und der von ihren erzwungene Abbruch des Studienbetriebs im Wintersemester 1969/70.

## Ehrungen
1993 wurde er mit der Hugo-Münsterberg-Medaille ausgezeichnet.

## Schriften (Auswahl)
- mit Erwin Kätner: Das Umschulungsverfahren in die Sonderschule (Hilfsschule). Eine einführende Darstellung der rechtlichen, schulorganisatorischen, psychologischen und heilpädagogischen Seiten des Verfahrens. Kiel 1961, OCLC 250888682.
- Die Rehabilitation der Schwachbegabten. München 1963, OCLC 716436966.
- mit Ludwig Kötter und Friedhard Zastrow: Zur programmierten Unterweisung Lernbehinderter. Einführung in das Lesen einer Autokarte. Bericht über eines Forschungsvorhaben zur optimalen Gestaltung eines einwöchigen Sachkundeprogramms für Sonderschüler. Berlin-Charlottenburg 1972, ISBN 3-7864-2135-8.
- Einführung in die forensische Psychologie. Darmstadt 1992, ISBN 3-534-08288-5.